# Кировский район (Калужская область)
Ки́ровский райо́н — административно-территориальная единица (район) в Калужской области России, которой соответствует муниципальное образование муниципальный район «Город Киров и Кировский район».
Административный центр — город Киров.

## География
Район расположен на юго-западе области. Площадь — 1000,4 км². Граничит на западе с Куйбышевским, на северо-западе — с Спас-Деменским, на северо-востоке — с Барятинским, на востоке — с Думиничским и Сухиничским, на юге — с Людиновским районами Калужской области.

## История
Человек жил по берегам рек Неручь, Ужать, Болва и их притоков уже в период мезолита. На территории района находятся памятники археологии: стоянки эпохи камня (мезолит, неолит), городища раннего железного века, селища периода Древней Руси и Средневековой Руси; при этом некоторые объекты (например, могильники периода Древней Руси) имеют в своём составе несколько, а то и более десятка насыпей, то есть являются комплексными, групповыми памятниками.
Происхождение некоторых населённых пунктов района уходит в седую старину: село Фоминичи упоминается в духовной грамоте Ивана III 1504 года, в селе Бережки в XVII веке действовал мужской монастырь, а в сёлах Анисово Городище, Воскресенск, Слободка уже в XVI веке упоминаются деревянные храмы.
Район был образован 1 октября 1929 года как Песоченский (центр — посёлок Песочня, рабочий посёлок с 9 ноября 1925 года) в составе Брянского округа Западной области. На его территории располагалась Песоченская волость Бежицкого уезда Брянской губернии.
19 января 1936 года райцентр р.п. Песочня был преобразован в город Киров, а Песоченский район переименован в Кировский. 27 сентября 1937 года Кировский район вошёл в состав Смоленской области.
5 июля 1944 года Кировский район вошёл в состав вновь образованной Калужской области.
1 февраля 1963 года город Киров был отнесён к категории городов областного подчинения.
В 2006 году району был присвоен статус муниципального района, город Киров вошёл в состав района как городское поселение.

## Население
| 1931    | 1939    | 1959    | 1970    | 1979    | 1989    | 2002    | 2009    | 2010    |
| ------- | ------- | ------- | ------- | ------- | ------- | ------- | ------- | ------- |
| 49 757  | ↗52 333 | ↘51 463 | ↘50 386 | ↘47 689 | ↘45 732 | ↗46 011 | ↘43 320 | ↘42 105 |
| 2011    | 2012    | 2013    | 2014    | 2015    | 2016    | 2017    | 2018    | 2019    |
| ↘41 984 | ↘41 875 | ↘41 617 | ↘41 225 | ↘41 109 | ↘40 963 | ↘40 835 | ↘40 476 | ↘40 307 |
| 2020    | 2021    |         |         |         |         |         |         |         |
| ↘39 798 | ↘38 364 |         |         |         |         |         |         |         |

### Урбанизация
В городских условиях (город Киров) проживают 72,1 % населения района.

### Национальный состав
По итогам переписи населения 2020 года проживали следующие национальности (национальности менее 0,1 % и другое, см. в сноске к строке «Другие»):
| Национальность | Численность, чел. | Доля     |
| -------------- | ----------------- | -------- |
| Русские        | 35 382            | 92,23 %  |
| Таджики        | 146               | 0,38 %   |
| Украинцы       | 114               | 0,30 %   |
| Узбеки         | 111               | 0,29 %   |
| Азербайджанцы  | 56                | 0,15 %   |
| Армяне         | 46                | 0,12 %   |
| Татары         | 43                | 0,11 %   |
| Белорусы       | 42                | 0,11 %   |
| Цыгане         | 41                | 0,11 %   |
| Другие         | 2383              | 6,20 %   |
| Итого          | 38 364            | 100,00 % |

## Административное деление
Кировский район как административно-территориальная единица включает 13 административно-территориальных единиц: 1 город, 5 сёл и 7 деревень, как муниципальное образование со статусом муниципального района — 13 муниципальных образований, в том числе 1 городское и 12 сельских поселений.
| №        | Муниципальное образование | Административный центр  | Количество населённых пунктов | Население (чел.) | Площадь (км²) |
| -------- | ------------------------- | ----------------------- | ----------------------------- | ---------------- | ------------- |
| 1e-06    | Городское поселение:      |                         |                               |                  |               |
| 1        | Город Киров               | город Киров             | 1                             | ↘27 661          | 47,41         |
| 1.000002 | Сельские поселения:       |                         |                               |                  |               |
| 2        | Село Бережки              | село Бережки            | 5                             | ↗453             | 97,83         |
| 3        | Деревня Большие Савки     | деревня Большие Савки   | 6                             | ↘710             | 65,58         |
| 4        | Деревня Буда              | деревня Буда            | 6                             | ↗333             | 54,33         |
| 5        | Деревня Верхняя Песочня   | деревня Верхняя Песочня | 8                             | ↗603             | 122,14        |
| 6        | Село Волое                | село Волое              | 4                             | ↗524             | 54,94         |
| 7        | Село Воскресенск          | село Воскресенск        | 7                             | ↗1094            | 52,97         |
| 8        | Деревня Выползово         | деревня Выползово       | 5                             | ↘4415            | 45,24         |
| 9        | Деревня Гавриловка        | деревня Гавриловка      | 6                             | ↗346             | 73,93         |
| 10       | Село Дуброво              | село Дуброво            | 7                             | ↘542             | 90,40         |
| 11       | Деревня Малая Песочня     | деревня Малая Песочня   | 7                             | ↗554             | 85,08         |
| 12       | Деревня Тягаево           | деревня Тягаево         | 11                            | ↗154             | 82,61         |
| 13       | Село Фоминичи             | село Фоминичи           | 9                             | ↗539             | 130,63        |

## Населённые пункты
В Кировском районе 82 населённых пункта.
| №  | Населённый пункт             | Тип                     | Население | Муниципальное образование |
| -- | ---------------------------- | ----------------------- | --------- | ------------------------- |
| 1  | Анисово Городище             | деревня                 | ↘36       | Деревня Выползово         |
| 2  | Анновка                      | деревня                 | ↘110      | Деревня Верхняя Песочня   |
| 3  | Бакеевка                     | деревня                 | ↘17       | Село Бережки              |
| 4  | Барсуки                      | деревня                 | ↘23       | Деревня Большие Савки     |
| 5  | Бережки                      | деревня                 | ↘221      | Село Бережки              |
| 6  | Бережки                      | село                    | ↘96       | Село Бережки              |
| 7  | Ближнее Натарово             | деревня                 | ↘37       | Село Дуброво              |
| 8  | Большие Желтоухи             | деревня                 | ↗125      | Деревня Малая Песочня     |
| 9  | Большие Савки                | деревня                 | ↗381      | Деревня Большие Савки     |
| 10 | Большое Заборье              | деревня                 | ↘24       | Деревня Гавриловка        |
| 11 | Большуха                     | деревня                 | ↘25       | Деревня Верхняя Песочня   |
| 12 | Буда                         | деревня                 | ↘212      | Деревня Буда              |
| 13 | Вежи                         | деревня                 | ↘21       | Деревня Выползово         |
| 14 | Верхняя Песочня              | деревня                 | ↗246      | Деревня Верхняя Песочня   |
| 15 | Винозаводчик                 | деревня                 | ↘9        | Село Фоминичи             |
| 16 | Волое                        | село                    | ↘407      | Село Волое                |
| 17 | Воскресенск                  | село                    | ↗171      | Село Воскресенск          |
| 18 | Выползово                    | деревня                 | ↘4243     | Деревня Выползово         |
| 19 | Гавриловка                   | деревня                 | ↘204      | Деревня Гавриловка        |
| 20 | Глиньково                    | деревня                 | ↘7        | Деревня Тягаево           |
| 21 | Голосиловка                  | деревня                 | ↘5        | Село Воскресенск          |
| 22 | Дальнее Натарово             | деревня                 | ↘4        | Деревня Тягаево           |
| 23 | Дебря                        | деревня                 | →0        | Село Воскресенск          |
| 24 | Деревня санатория «Нагорное» | деревня                 | ↗541      | Село Воскресенск          |
| 25 | Дуброво                      | село                    | ↘238      | Село Дуброво              |
| 26 | Дурино                       | деревня                 | ↘19       | Село Воскресенск          |
| 27 | Заря                         | деревня                 | ↘2        | Село Фоминичи             |
| 28 | Засецкий                     | посёлок                 | ↘16       | Деревня Большие Савки     |
| 29 | Зимнички                     | деревня                 | ↘43       | Село Бережки              |
| 30 | Ивановский                   | посёлок                 | ↘0        | Село Волое                |
| 31 | Калининский                  | посёлок                 | ↘29       | Деревня Буда              |
| 32 | Киров                        | город                   | ↘27 661   | Город Киров               |
| 33 | Коновка                      | деревня                 | ↘24       | Деревня Гавриловка        |
| 34 | Косичино                     | деревня                 | ↘22       | Деревня Малая Песочня     |
| 35 | Кузнецы                      | деревня                 | ↘31       | Деревня Большие Савки     |
| 36 | Кулаковка                    | деревня                 | ↘11       | Деревня Верхняя Песочня   |
| 37 | Кушляновка                   | деревня                 | ↘7        | Деревня Тягаево           |
| 38 | Леонов Починок               | деревня                 | ↘27       | Деревня Выползово         |
| 39 | Липовка                      | деревня                 | ↘11       | Село Дуброво              |
| 40 | Лосиное                      | деревня                 | ↘46       | Деревня Буда              |
| 41 | Малая Большуха               | деревня                 | ↘5        | Деревня Верхняя Песочня   |
| 42 | Малая Песочня                | деревня                 | ↗295      | Деревня Малая Песочня     |
| 43 | Малиновский                  | посёлок                 | ↘7        | Село Волое                |
| 44 | Малые Желтоухи               | деревня                 | ↘40       | Деревня Малая Песочня     |
| 45 | Малые Зимницы                | деревня                 | ↘115      | Село Фоминичи             |
| 46 | Малые Савки                  | деревня                 | ↗311      | Деревня Большие Савки     |
| 47 | Мамоново                     | деревня                 | ↘6        | Деревня Тягаево           |
| 48 | Милеев                       | деревня                 | ↘0        | Деревня Буда              |
| 49 | Мироновка                    | деревня                 | →0        | Деревня Гавриловка        |
| 50 | Михалево                     | деревня                 | ↘1        | Село Дуброво              |
| 51 | Неполоть                     | деревня                 | ↘7        | Село Фоминичи             |
| 52 | Нижняя Песочня               | деревня                 | ↘17       | Деревня Верхняя Песочня   |
| 53 | Новоселки                    | деревня                 | ↘34       | Село Фоминичи             |
| 54 | Новосельцы                   | деревня                 | ↘9        | Деревня Малая Песочня     |
| 55 | Овражек                      | деревня                 | →0        | Деревня Буда              |
| 56 | Острая Слобода               | деревня                 | ↘10       | Село Дуброво              |
| 57 | Покров                       | деревня                 | ↘7        | Деревня Малая Песочня     |
| 58 | Примерный                    | посёлок                 | ↘13       | Деревня Малая Песочня     |
| 59 | Пробуждение                  | деревня                 | ↘1        | Село Фоминичи             |
| 60 | Пробуждение                  | железнодорожная станция | ↘11       | Село Фоминичи             |
| 61 | Прудки                       | деревня                 | ↘7        | Село Бережки              |
| 62 | Пупово                       | деревня                 | ↘0        | Деревня Тягаево           |
| 63 | Пчелка                       | деревня                 | ↘0        | Деревня Гавриловка        |
| 64 | Ракитня                      | деревня                 | ↘6        | Деревня Буда              |
| 65 | Раменное                     | деревня                 | ↘27       | Село Дуброво              |
| 66 | Сельцы                       | деревня                 | →0        | Село Фоминичи             |
| 67 | Синьгово Верхнее             | деревня                 | ↘4        | Деревня Тягаево           |
| 68 | Синьгово Нижнее              | деревня                 | ↘3        | Деревня Тягаево           |
| 69 | Смирновка                    | деревня                 | ↘8        | Село Волое                |
| 70 | Соломоновка                  | деревня                 | ↘53       | Деревня Гавриловка        |
| 71 | Тешевичи                     | деревня                 | ↘256      | Село Воскресенск          |
| 72 | Тягаево                      | деревня                 | ↘97       | Деревня Тягаево           |
| 73 | Ужать                        | железнодорожная станция | ↘5        | Село Воскресенск          |
| 74 | Усохи                        | деревня                 | ↘2        | Деревня Тягаево           |
| 75 | Устрожено                    | деревня                 | ↘2        | Деревня Тягаево           |
| 76 | Фоминичи                     | село                    | ↘327      | Село Фоминичи             |
| 77 | Чёрная                       | деревня                 | ↘10       | Деревня Верхняя Песочня   |
| 78 | Чужбиновка                   | деревня                 | ↘42       | Деревня Верхняя Песочня   |
| 79 | Шайковка                     | железнодорожная станция | ↘12       | Деревня Выползово         |
| 80 | Шубартовка                   | посёлок                 | ↘16       | Деревня Большие Савки     |
| 81 | Якимово                      | деревня                 | ↘262      | Село Дуброво              |
| 82 | Ясная Поляна                 | деревня                 | ↘6        | Деревня Тягаево           |

Упразднённые населённые пункты:
- 2001 год — поселок Амур, деревни Тешково, Лазенки Дубровского сельсовета, поселок Жариков Лосинского сельсовета, поселок Пискари Гавриловского сельсовета[29].

## Экономика
Объём отгруженных товаров собственного производства, выполненных работ и услуг собственными силами по видам деятельности: обрабатывающие производства (2007): 2,9 млрд руб.
Пути и сообщения по различным маршрутам, 15 местных рейсовых автобусов, 40 междугородних автобусов, собственная ЖД станция Федерального значения.